# Christian Giørtz Middelboe
Christian Giørtz Middelboe, född den 9 mars 1852 i Ribe, död den 3 mars 1920 på Frederiksbergs slott, var en dansk sjöofficer. Han var bror till konstnären Bernhard Middelboe.
Middelboe blev officer 1872, kom tidigt i tjänst vid sjömineväsendet och var under en följd av år chef för sjöminekårens andra avdelning. Han hade tillsammans med sin chef, dåvarande kommendören Jøhnke, stor andel i den höga nivå, till vilken det danska sjömineförsvaret arbetade sig upp. Särskilt som ledare av det praktiska arbetet och utbildningen av torpedofficerare inlade Middelboe stora förtjänster, som belönades med snabb befordran. Därefter var Middelboe sjömärkesinspektör i fyra år och utnämndes 1899 till kommendör. Åren 1900–1901 var Middelboe marinminister i Højreministären Sehested. Vid ministärens avgång gick Middelboe åter in i aktiv tjänst och kommenderades upprepade gånger som chef för kustförsvarsskepp i eskadrar. År 1911 utnämndes Middelboe till konteramiral och chef för det flygande försvaret på Köpenhamns redd. Av uppdrag utanför tjänsten, som anförtroddes Middelboe, kan nämnas, att han var ordförande i Søofficersforeningen 1904–1914, medlem av Sø- og Handelsretten 1910–1914, samt under en lång följd av år ledare av arbetet med avlägsnandet av vrak längs de danska kusterna. Efter sitt avsked nedskrev Middelboe sina memoarer, vilka utkom 1918.

## Utmärkelser
- Riddare av Dannebrogorden,  1885[2]
- Dannebrogsmännens hederstecken,  1900[2]
- Kommendör av Dannebrogorden,  1901[2]
- Kommendör av första graden av Dannebrogorden,  1910[2]
- Förtjänstmedaljen i guld,  1914[2]

[Redigera Wikidata]